# 富田正一 (詩人)

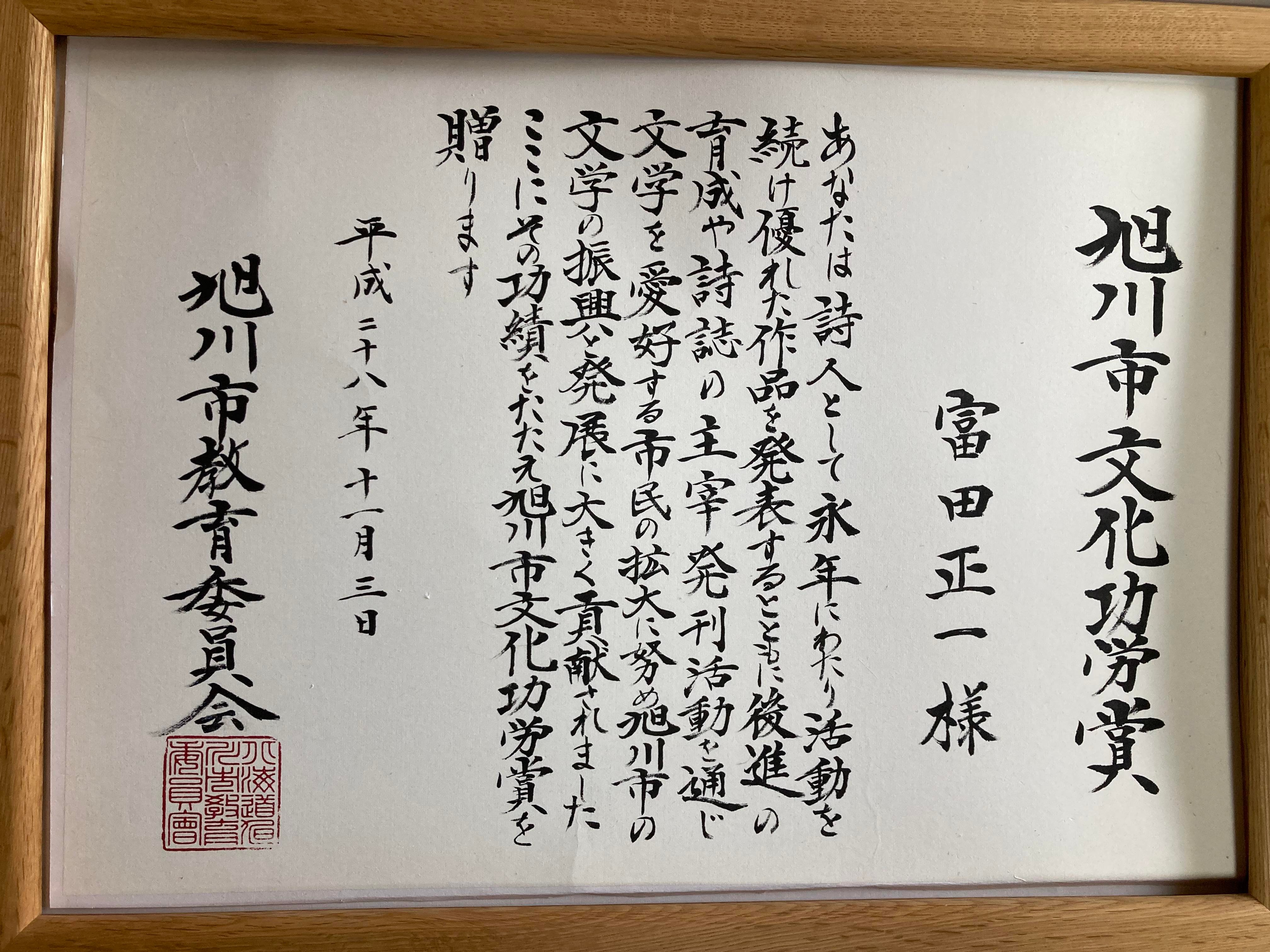
富田正一　平成28年度　旭川市文化功労賞

富田 正一（とみた しょういち、1927年3月30日 - 2021年4月7日）は、日本の詩人。日本国有鉄道（国鉄）に勤務する傍ら、19歳から91歳までの72年間、北海道を代表する詩誌『青芽』（せいが）の発行を続けた。
小熊秀雄賞選考委員、旭川市民文芸選者、日本現代詩歌文学館振興会評議員、旭川文学資料館館長を歴任。日本現代詩人会、北海道詩人協会、北海道文学館、旭川文学資料友の会等多くの会や詩誌に参加交流。日本鉄道OB会連合会認証文学(詩)インストラクターを務め、旭川ポエムの会等で指導した。発表した詩は約1200篇、随筆約800篇。

## 来歴
現在の北海道名寄市に生まれる。
1944年、陸軍航空通信学校を卒業し、特別幹部候補生の陸軍兵長として従軍した。1945年4月、鹿児島県薩摩半島にあった万世(ばんせい)飛行場に赴任し、出撃する特攻機の発信を援護する通信整備にあたる。復員後の9月、国鉄（当時は運輸省）に就職し、名寄駅に勤務した。
1946年、若者たちの意思発表の場を持とうと同人誌発刊を企画し、母校の名寄小学校や陸軍通信学校特別幹部候補生の同期生に呼びかけて40名の賛同者を得た。7月、同期生の集まりという理由で同人誌を『学窓』と名付け、名寄市で発行。これが詩誌『青芽』の前身となる。相談役は富田の師だった小池栄寿（こいけ よしひさ）で、小池は小熊秀雄とも交流があった。同年10月の第4号から『七つ星』と改題する。
1949年、謄写印刷器一式を自費購入し、第29号から『青い芽』と改題した。さらに1951年の第50号から『青芽』と3度目の改題をする。この時期までは総合文芸誌だったが、1955年の第90号から詩の専門誌となった。
1969年11月、旭川鉄道管理局営業部勤務となり、名寄市から旭川市へ転居した。1979年には2月の第一詩集『天塩川』を皮切りに、10月に『流れ雲』、12月に『生きていることは』と詩集を3冊刊行した。1980年に網走駅長に就任し、網走市に転居する。
1981年、エッセイ集『あばしりからのたより』を発行する。1982年3月、国鉄を定年退職して旭川市へ再度転居し、広告代理店の営業所長に就く。
1984年、『名寄地方詩史』を発行する。1986年、「旭川詩人クラブ」（1977年結成）の会長に就任した。
1992年には10月に『秋日』（しゅうじつ）、11月に『風よ雲よ樹々たちよ』と、詩集を2冊刊行する。
2005年8月にエッセイ集『あの日あの顔』、2007年12月に、詩集『夕焼けの家』をそれぞれ刊行した。
2009年5月に開館した旭川文学資料館の初代館長に就任する。
2010年代に『青芽』の終刊を考えるようになり、柴田望にその後継を打診した。柴田は2017年12月、『青芽』の後継誌という位置づけで『フラジャイル』を創刊した。
2018年7月、『青芽』終刊特集号を発行（通算576号）。富田は改めて詩誌『青芽反射鏡』を創刊した。
2020年3月、詩集『老春のプロムナード』を発行、これが生前最後の詩集となる。
2021年3月、『ミニロマン小説 人生あれこれ』を刊行した。
2021年4月7日、胃癌のため死去（満94歳没）。

## 賞歴
- 名寄市文化奨励賞 - 1961年11月
- 道北文化奨励賞 - 1969年10月
- 昭和51年度北海道文化団体協議会賞（『青芽』） - 1976年9月
- 旭川市旭山動物園イメージソング優秀賞 - 2004年4月
- 旭川市文化功労賞受賞 - 2016年11月